# شیخ مصطفی تخته‌ای
شیخ مصطفی تختوی یا شیخ مصطفی تخته‌ای (به کردی: شێخ مستەفا تەختەیی) (۱۵۳۱–۱۶۳۷) شاعر کرد قرن پانزدهم و شانزدهم میلادی است. آثار وی به همراه پدرش، شیخ شمس‌الدین، از کهن‌ترین نمونه‌های ادبیات کردی در مکتب شعری مکتوب گورانی است. محتوای شعر او دربارهٔ عشق، طبیعت، دین و عرفان است. آثار وی بر سایر شاعران مهم مانند مولوی تأثیر گذاشته‌است.

## زندگی
شیخ مصطفی تخته‌ای فرزند شیخ شمس الدین اول است که او نیز از شاعران کرد بوده‌است. وی زادگاه خود تخته را، واقع بین مریوان و سنندج، ترک کرد تا برای تحصیل به حجاز برود. بعداً به زادگاه خویش بازگشت و در آنجا به تدریس و ارشاد شاگردان پرداخت و همان‌جا درگذشت. برخی دیگر از شاعران مشهور مانند شیخ احمد و نسیم تخته‌ای از نسل او هستند.